# Workflow Reference Model
Das Workflow Reference Model wurde 1995 von der Workflow Management Coalition (WfMC) entwickelt und beschreibt in der Wirtschaftsinformatik die Schnittstellen in einem Workflow-Management-System. Mit Hilfe dieses Referenzmodells können komplexe Systeme aus verschiedenen Modulen unterschiedlicher Hersteller zusammengestellt werden.
Im Wesentlichen geht es dabei um vier (ehemals fünf) Schnittstellen eines Workflow Enactment Services – des Dienstes zur Initiierung und Ausführung von Workflow Engines. Schnittstelle 1 dient dem Austausch der Prozessdefinition (XPDL), 2 und 3 der Einbindung von Workflow Client Applications bzw. Invoked Applications, 4 der Interoperabilität mit fremden Enactment Services (Wf-XML) und 5 der Administration und Überwachung.